# Hohenthurm
Hohenthurm ist eine Ortschaft der Stadt Landsberg im Saalekreis in Sachsen-Anhalt, Deutschland. Sie besteht aus den Ortsteilen Hohenthurm und Rosenfeld und gehörte bis zur Eingemeindung am 1. September 2010 der gleichzeitig aufgelösten Verwaltungsgemeinschaft Östlicher Saalkreis an.

## Geografie
Hohenthurm liegt acht Kilometer östlich von Halle (Saale).
Als Ortsteil von Hohenthurm ist Rosenfeld ausgewiesen.

## Geschichte
Der heute noch weithin sichtbare Bergfried entstand um 936 als Stützpunkt in der seit 929 angegliederten slawischen Ostmark. Dabei ist anzunehmen, dass bereits seit karolingischer Zeit das Land rechts der Saale, vielleicht teilweise bis zur Mulde, als Sorbische Mark, das bedeutet Grenzland, zum Reich gehörte. 
Im 12. Jahrhundert wurde der Turm erhöht und bildete zusammen mit weiteren Gebäuden eine Burg. Die Burg Hohenthurm gehörte später zur Mark Landsberg und war im Besitz von Ministerialen, die Burgleute von Landsberg waren. Der Thüringer Landgraf, Albrecht der Entartete, verpfändete die Herrschaft als Bestandteil der Markgrafschaft Landsberg an den askanischen Markgrafen Heinrich von Brandenburg, aus deren Händen sie wiederum als Pfand an Herzog Magnus von Braunschweig gelangte. Friedrich II., der Ernsthafte, Markgraf von Meißen, kaufte 1347 die Mark Landsberg für 8000 Schock Groschen zurück. Dabei wurde Hohenthurm dem Burgbezirk Reideburg zugeschlagen und blieb endgültig beim Erzstift Magdeburg. Hohenthurm stand unter der Herrschaft verschiedener adliger Familien und gehörte zum Saalkreis des Erzstifts Magdeburg. Die Burg Hohenthurm wurde, bis auf Turm und Kirche, 1547 im Schmalkaldischen Krieg zerstört.
Mit der Angliederung des Erzstifts Magdeburg an Brandenburg gehörte Hohenthurm ab 1680 zum brandenburg-preußischen Herzogtum Magdeburg. Der Ort lag so dicht an der kursächsischen Grenze, dass die Schäferei des adligen Guts bereits im kursächsischen Gebiet lag. Der heutige Ortsteil Rosenfeld gehörte ebenfalls bereits zu Kursachsen und war dem Amt Delitzsch unterstellt.
Mit dem Frieden von Tilsit wurde Hohenthurm im Jahr 1807 dem Königreich Westphalen angegliedert und dem Distrikt Halle im Departement der Saale zugeordnet. Es gehörte zum Halle-Land. Nach der Niederlage Napoleons und dem Ende des Königreichs Westphalen befreiten die verbündeten Gegner Napoleons Anfang Oktober 1813 den Saalkreis. Bei der politischen Neuordnung nach dem Wiener Kongress 1815 wurde Hohenthurm im Jahr 1816 dem Regierungsbezirk Merseburg der preußischen Provinz Sachsen angeschlossen und dem Saalkreis zugeordnet. Rosenfeld kam durch Abtretung des Königreichs Sachsen ebenfalls zum preußischen Saalkreis.
Am 30. September 1928 erfolgte die Zusammenlegung des Gutsbezirks Hohenturm mit den Landgemeinden Hohenthurm und Rosenfeld zur neuen Landgemeinde Hohenthurm. Der Ort war bis 1945 Sitz der Familie der Grafen von Wuthenau.
Der Ort wurde am 1. September 2010 in die Stadt Landsberg eingemeindet. Im Zuge der ersten Kreisreform in der DDR wurde Zwebendorf am 20. Juli 1950 dem vorher am 15. Juni neu zugeschnittenen Saalkreis zugeordnet und nach Hohenthurm eingemeindet. Die Umgliederung der beiden Orte nach Reußen erfolgte am 1. Oktober 1965.

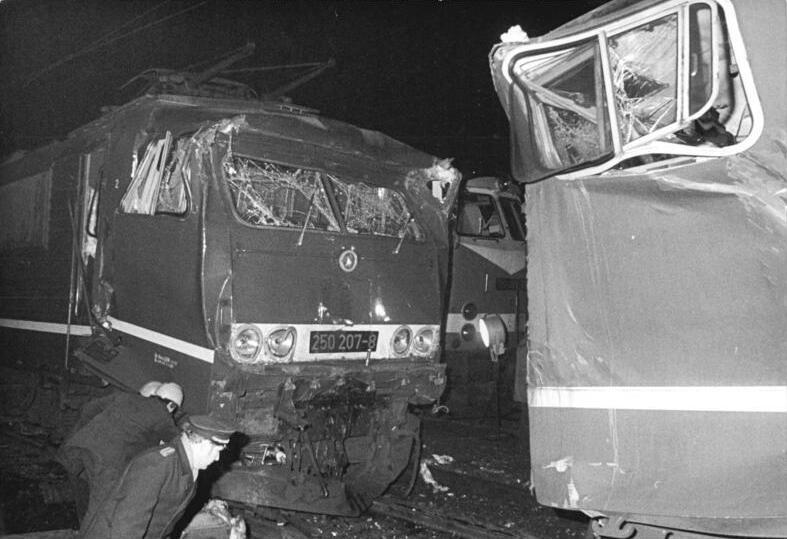
Die Lokomotiven der beiden am 29. Februar 1984 zusammengestoßenen Züge

Beim Eisenbahnunfall von Hohenthurm kam es am 29. Februar 1984 zum Zusammenstoß eines Interzonenzuges (Transitzug) und eines Personenzuges der Deutschen Reichsbahn, nachdem der Lokomotivführer des Interzonenzuges drei „Halt“ zeigende Signale überfahren hatte. 11 Menschen aus dem Personenzug starben, 43 wurden zum Teil schwer verletzt.

## Kultur und Sehenswürdigkeiten

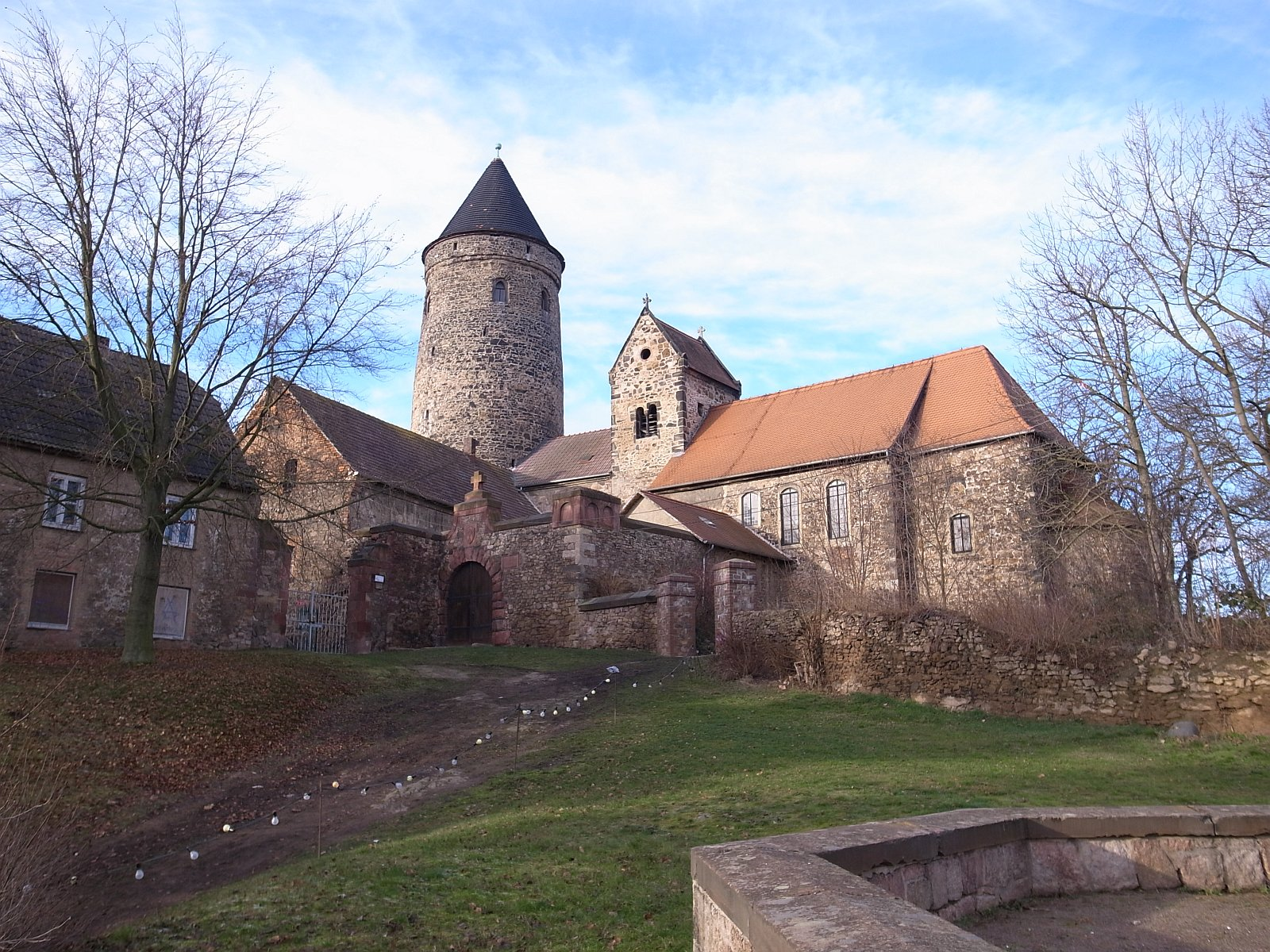
Martin-Luther-Kirche und Bergfried

### Bauwerke
- frühromanischer Bergfried, 36 m hoch
- Martin-Luther-Kirche, romanisch
- Schloss Hohenthurm

### Gedenkstätten
- Gedenkstein von 1956 in der Berliner Straße zur Erinnerung an den KPD-Vorsitzenden Ernst Thälmann, der 1944 im KZ Buchenwald ermordet wurde
- Zwei Gedenksteine auf dem Ortsfriedhof für den Antifaschisten Franz Dietze und einen namentlich bekannten sowjetischen Zwangsarbeiter, der während des Zweiten Weltkrieges nach Deutschland verschleppt und ein Opfer von Zwangsarbeit wurde

### Ansässige Unternehmen
- Alpha Signs GmbH, Unternehmen für Lichtwerbung
- Doosan Babcock Energy Germany (ehemals DH Dampfkessel- und Behälterbau Hohenthurm)
- Deutsche Post AG, Briefzentrum
- BBH Borchert Bausanierung Hohenthurm, Altbausanierung und allgemeiner Hochbau
- Autohaus Günter Heymer

### Verkehr
Hohenthurm hat einen Haltepunkt an der Bahnstrecke Berlin–Halle. Seit Dezember 2017 verkehren wochentags im 30-Minuten-Takt, am Wochenende im 60-Minuten-Takt Züge der S-Bahn-Linie S 8 nach Halle (Saale) Hauptbahnhof und Bitterfeld. Jeweils alle 120 Minuten gibt es umsteigefreie Verbindungen nach Dessau Hauptbahnhof und Lutherstadt Wittenberg Hauptbahnhof.
Außerdem liegt Hohenthurm an der Bundesstraße 100, welche von Halle Richtung Bitterfeld führt.
Über die Bundesstraße besteht Zufahrt zu Anschlussstellen der A 9 (München – Berlin) und A 14 (Nossen – Magdeburg).

## Persönlichkeiten
- Johann Carl Corthum (1740–1815), Gärtner und Züchter
- Fritz Sachße (1875–1954), Konteradmiral der Reichsmarine der Weimarer Republik
- Knut Bichoel (1944–2023), Lokalpolitiker und Landrat des Saalkreises